# گندوفارس
گُندُفَر اول (یونانی: ΓΟΝΔΟΦΑΡΗΣ گندوفارِس, ΥΝΔΟΦΕΡΡΗΣ هندوفِررِس; خروشتی: 𐨒𐨂𐨡𐨥𐨪 گو-دا-فا-را, گودافارا; 𐨒𐨂𐨡𐨥𐨪𐨿𐨣 گو-دا-فا-رنا, گودافارنا; 𐨒𐨂𐨡𐨂𐨵𐨪‎ گو-دو-وا-وا, گودووارا) بنیانگذار و برجسته‌ترین پادشاه پارتیان هند است که از سال‌های ۱۹ تا ۴۶ میلادی حکومت کرد. او عضوی از خاندان سورن بود که به شاخه ای از شاهزادگان محلی تعلق داشت که بر استان پارتی درانگیانا، از زمان شکست دادن هندو سکاها در حدود سال ۱۲۹ قبل از میلاد، حکومت می‌کردند. در دوران سلطنت او، پادشاهی پارتیان هند از امپراتوری اشکانی مستقل گردید و به یک امپراتوری، شامل مناطق درانگیانا و گندهارا و آراخوسیا، تبدیل شد. او را عموماً از متن مسیحی اعمال تومای حواری، سنگ نبشته تخت باهی و نهایتاً سکه‌های مسی و نقره‌ای او می‌شناسند.
پس از مرگ او، اورتاگانس جانشین او در سرزمین‌های آراخوسیا و درانگیانا شد و گندهارا نیز به برادرزاده اش، آبداگاس اول رسید.

## ریشه‌شناسی نام
نام «گندفر» یک نام شخصی نیست و یک لقب است. این لقب از نام فارسی میانه 𐭅𐭉𐭍𐭃𐭐𐭓𐭍 ویدَفَرن (پارتی) و 𐭢𐭥𐭭𐭣𐭯𐭥 گُندَبَر (ساسانی) گرفته شده که خود از نام پارسی باستانی 𐎻𐎡𐎭𐎳𐎼𐎴𐎠 ویده فرنه (به خط میخی بنگرید تنها در بخش دوم ن دارد یک حرف مانده به پایان ن است و تنها یکبار در ان آمده در سنگنوشته بیستون نیز همین گونه است در زبان بلخی نیز همینگونه است ویده فرن به معنای دارنده فره ایزدی، یونانی:Ἰνταφέρνης؛ اینتافرنس) گرفته شده که نام یکی از هفت تن از بزرگان پارسی بود که به داریوش بزرگ هخامنشی در رسیدن به سلطنت کمک کردند.  این نام در زبان ارمنی کهن به شکل «گَستافار» است. ظاهراً شکل ایرانی شرقی این نام «گُدَپَرنَه» بوده است.
ارنست هرتسفلد معتقد است که نام او در شهر قندهار در افغانستان، که او آن را با نام «گندوفارون» تأسیس کرده بود، باقی مانده است.
گندفر را برابر با فریبرز در روایات ملی نیز دانسته‌اند. نام فریبرز را بلعمی و طبری «بُرزافره» و ابن بلخی «زَرافَه» نوشته‌اند. نویسنده مجمل التواریخ «بُرزفَری» نوشته و آورده که فردوسی برای هماهنگی در وزن شعری آن را به «فریبرز» تبدیل کرده است.

## زمینه

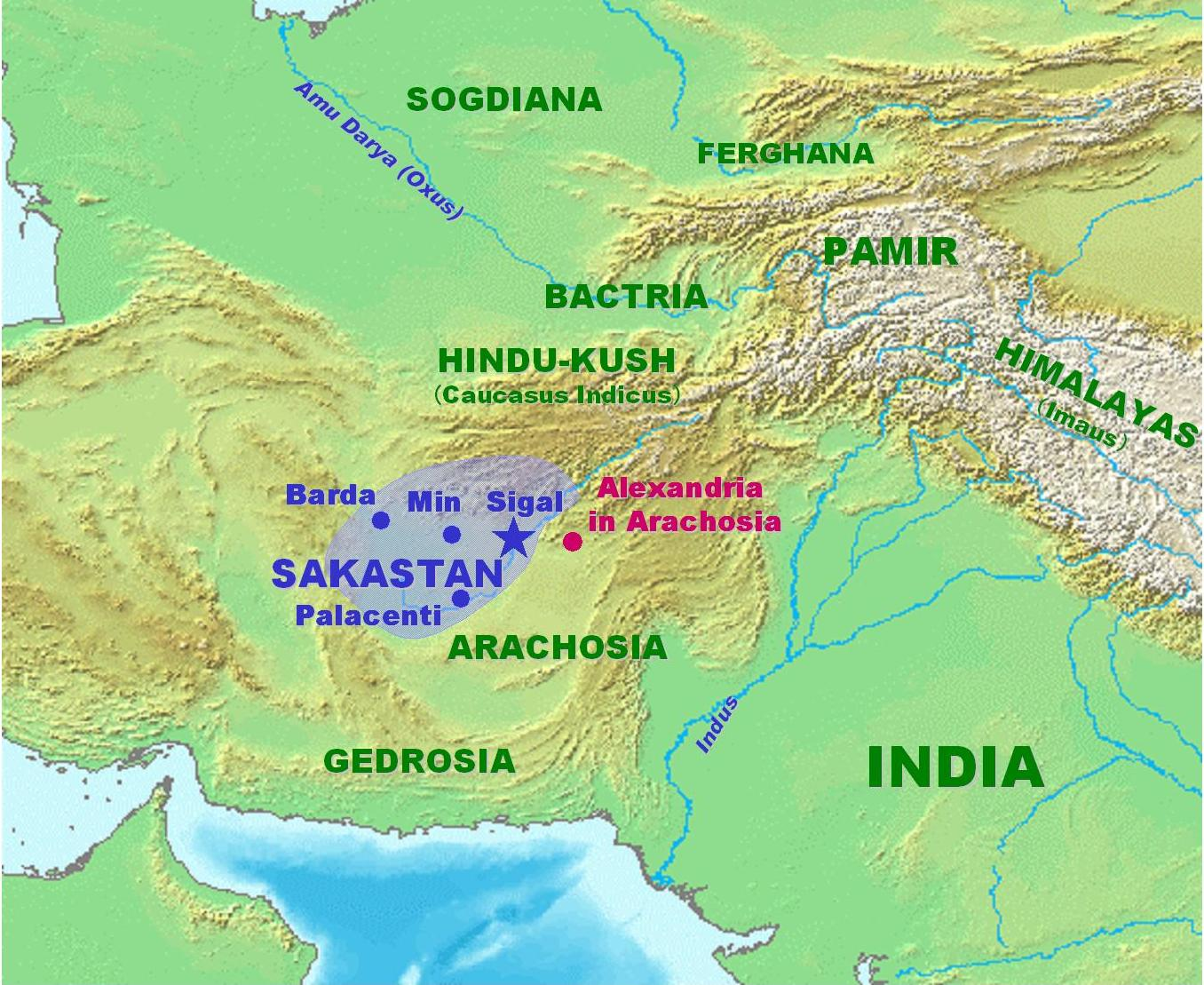
نقشه درانگیانا (سکستان) در حدود ۱۰۰ پیش از میلاد.

گندفر عضوی از خاندان سورن، یکی از هفت خاندان ممتاز اشکانی که مسئولیت گذاشتن تاج بر سر شاه را داشتند، بود.  در حدود سال ۱۲۹ قبل از میلاد، مناطق شرقی امپراتوری اشکانی، عمدتاً درانگیانا، مورد هجوم کوچ نشینان، عمدتاً سکاها و تخارها (یوئه چی‌ها)، قرار گرفت و آن منطقه از آن پس استان سکستان (به معنای سرزمین سکاها) نام گرفت. 
برای حل مسئله کوچ‌نشینان در درانگیانا، کنترل سکستان به خاندان سورن واگذار شد تا مهاجمان را عقب برانند. سورنی‌ها نه تنها سکاها را از سکستان عقب راندند، بلکه حتی مناطق مورد سکونت آنان را در پنجاب و آراخوسیا مورد حمله قرار داده و آن مناطق را تصرف کردند. در نتیجه این وقایع، پادشاهی سورن یا پارتیان هندی، در شرق قلمروی اشکانیان، تأسیس شد. 
اما ارنست هرتسفلد معتقد است که گندفر و دودمان او نه اعضای خاندان سورن، که نمایندگان آنها بودند.

## سلطنت

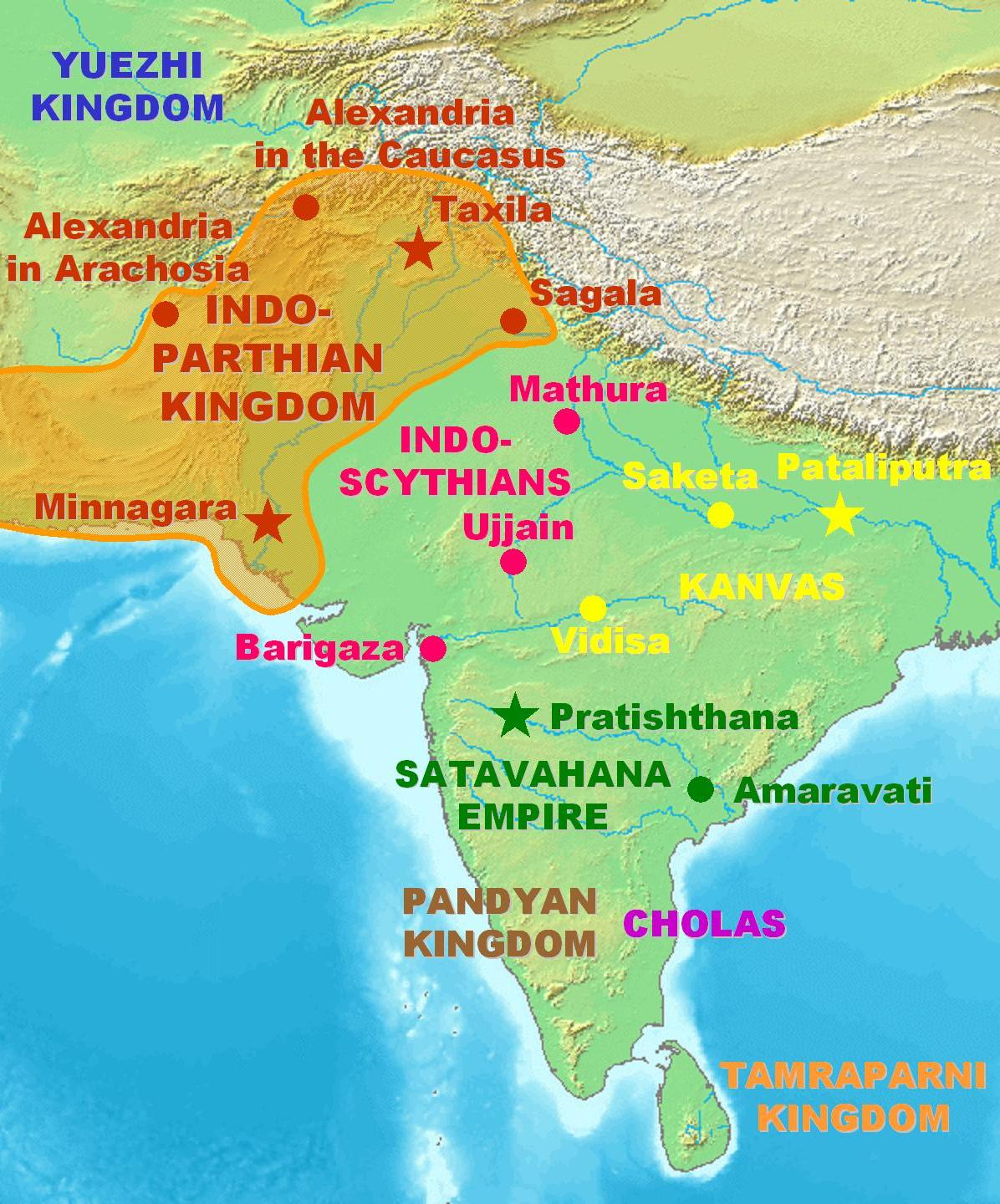
نقشه پادشاهی پارتیان هند در دوران سلطنت گندفر.

گندوفر حدود سال ۱۹ میلادی بر تخت نشست و از شاهنشاهی اشکانی اعلام استقلال کرد و سکه‌هایی با لقب یونانی اتوکراتور (کسی که به تنهایی حکومت می‌کند)، در درانگیانا، ضرب کرد.
تاریخ آغاز سلطنت گوندوفر طبق منابع کهن متاخر تر حساب می‌شود. سلطنت پادشاهی که خود را گوندوفر می‌نامید در سال ۲۰ پس از میلاد با سنگ نوشته‌ای که در تخت باهی در نزدیکی مردان، پاکستان، در سال ۴۶ پس از میلاد برپا کرد، آغاز شد. او همچنین با گُدنافار در نوشته قرن سومی اعمال توما مرتبط است.
گندفر اول دره کابل و منطقه پنجاب و سند را از پادشاه دولت سکایی هند، آز، تصرف کرد. به نظر می‌رسد تعدادی از فرمانروایان تابع دولت سکایی هند، وفاداری خود را از آز سکایی به گوندوفر تغییر داده‌اند و تابع وی شدند. دولت پارتیان هندی در زمان گندوفر بسیار گسترش یافت به یک امپراتوری عظیم تبدیل شد اما این امپراتوری نوبنیاد چاچوب سستی داشت و بلافاصله پس از مرگ گندوفر، تجزیه شد. پایتخت پارتیان هند در زمان گندفر شهر تاکسیلا گندهارا بود. تاکسیلا در پنجاب، غرب اسلام‌آباد کنونی، واقع شده است.

## "گاسپار" مغ کتاب مقدس
نام گندفر در زبان ارمنی به صورت "گاستافار" ترجمه شد که در زبان‌های غربی به "گاسپار[د]، گاسپاس، کاسپوس، کاسپار، גִזבָּר" تغییر شکل داده است. او ممکن است همان "گاسپار[د]، حکیم و پادشاه هندی" باشد که طبق نوشته‌های کتاب مقدس، یکی از سه مغی بود که در تولد مسیح شرکت کردند. امروزه نام کاسپار توسط اروپایی‌ها به عنوان نام کوچک مردانه به کار می‌رود.

## نگارخانه

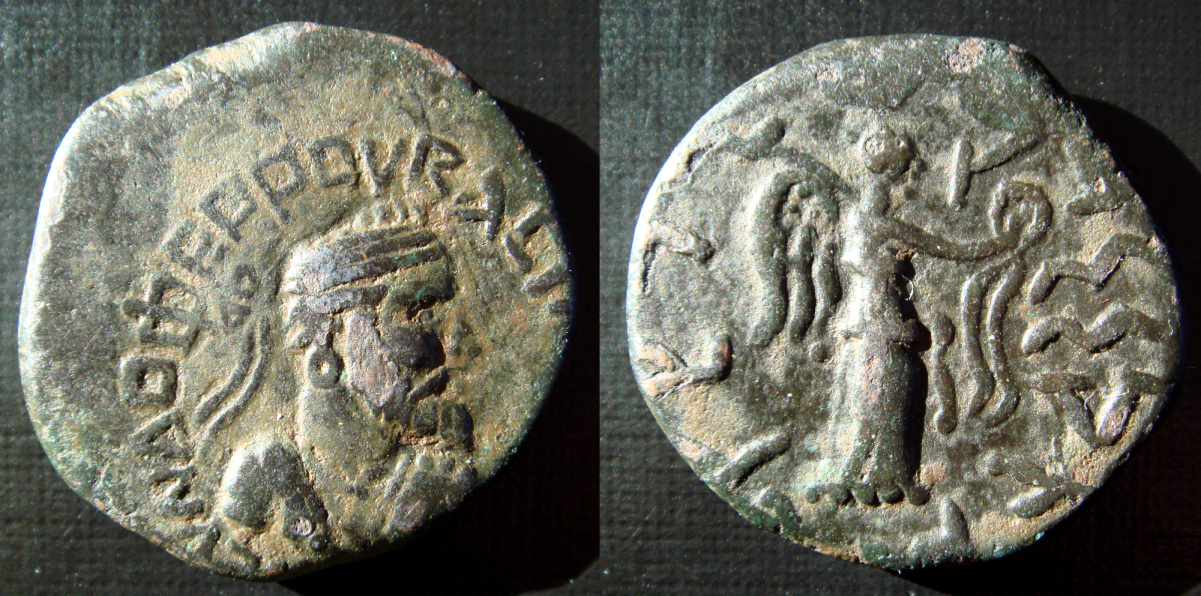
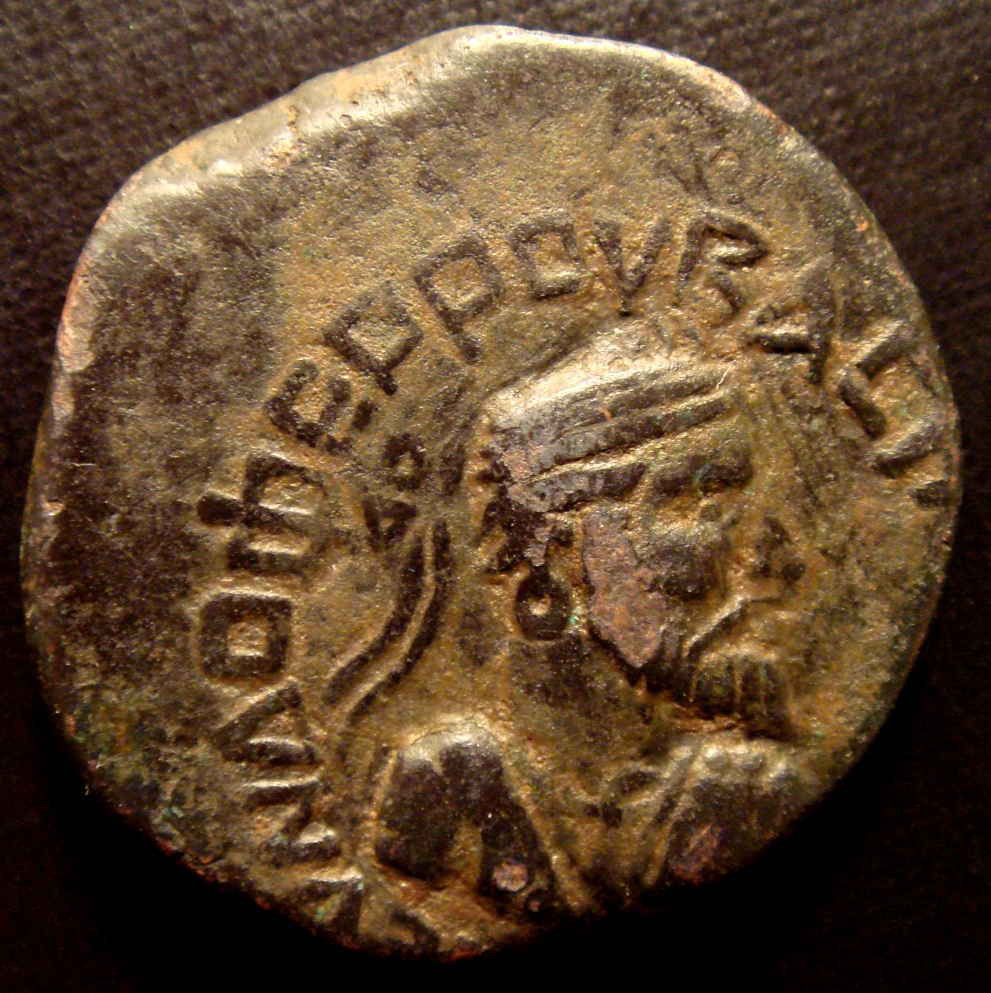
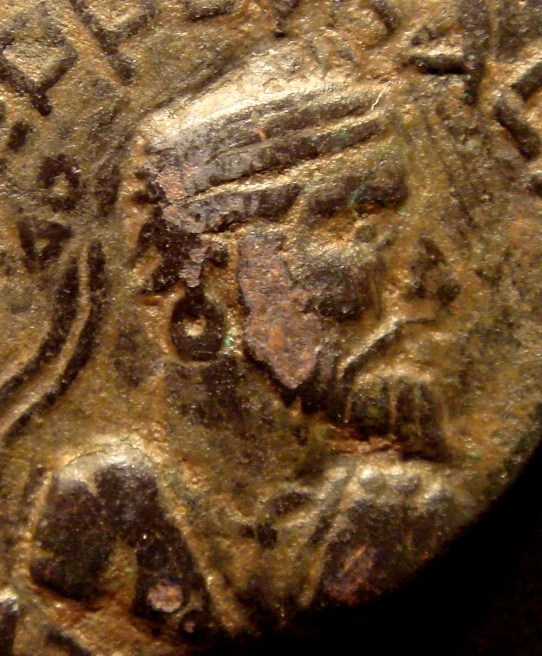
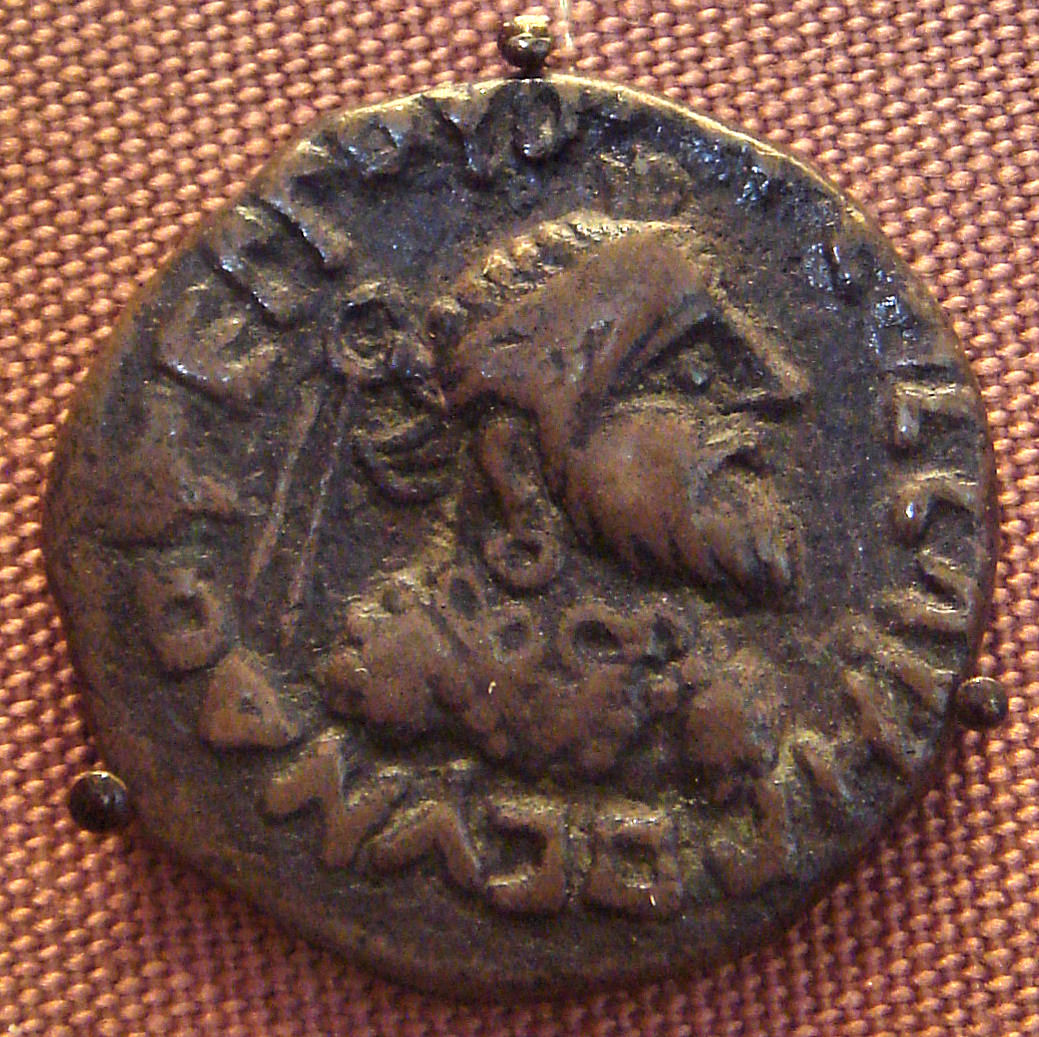